# Dóbrush
Dóbrush (bielorruso y ruso: До́бруш) es una ciudad subdistrital de Bielorrusia, capital del distrito homónimo en la provincia de Gómel.
En 2022, la ciudad tenía una población de 18 208 habitantes.
Se conoce la existencia del asentamiento desde 1335, cuando se menciona como un pueblo en documentos del Gran Ducado de Lituania. Desde 1565 se integró en el voivodato de Minsk. En la partición de 1772 pasó a formar parte del Imperio ruso, dentro del cual fue feudo de importantes nobles como Piotr Rumiántsev e Iván Paskévich, cuyas familias fomentaron la creación de una pequeña industria textil, de navegación fluvial, metalúrgica y papelera. En 1870, la fábrica de papel hizo que el pueblo tuviera la primera central eléctrica en el territorio de la actual Bielorrusia. Desde 1887 se desarrolló como poblado ferroviario, al abrirse una estación del ferrocarril de Polesia. En 1926 se integró en la RSS de Bielorrusia, que inicialmente lo clasificó como asentamiento de tipo urbano. Es ciudad desde 1927 y capital distrital desde 1935.
Se ubica a orillas del río Íput, a medio camino entre la capital provincial Gómel y la frontera con Rusia, sobre la carretera M10 que lleva a Briansk.